# Indonesia Open 2000
Die Indonesia Open 2000 waren eines der Top-10-Turniere im Badminton in Asien. Sie fanden vom 19. bis 23. Juli in Jakarta statt. Das Preisgeld betrug 150.000 US$.

## Austragungsort
- Senayan

## Sieger und Platzierte
| Disziplin    | Gold                       | Silber                            | Bronze                          |
| ------------ | -------------------------- | --------------------------------- | ------------------------------- |
| Herreneinzel | Taufik Hidayat             | Ong Ewe Hock                      | Yohan Hadikusumo Wiratama       |
| Herreneinzel | Taufik Hidayat             | Ong Ewe Hock                      | Roslin Hashim                   |
| Dameneinzel  | Camilla Martin             | Wang Chen                         | Lidya Djaelawijaya              |
| Dameneinzel  | Camilla Martin             | Wang Chen                         | Kelly Morgan                    |
| Herrendoppel | Tony Gunawan Candra Wijaya | Eng Hian Flandy Limpele           | Sigit Budiarto Halim Haryanto   |
| Herrendoppel | Tony Gunawan Candra Wijaya | Eng Hian Flandy Limpele           | Ricky Subagja Rexy Mainaky      |
| Damendoppel  | Joanne Goode Donna Kellogg | Lotte Jonathans Nicole van Hooren | Eti Tantra Cynthia Tuwankotta   |
| Damendoppel  | Joanne Goode Donna Kellogg | Lotte Jonathans Nicole van Hooren | Carmelita Emma Ermawati         |
| Mixed        | Simon Archer Joanne Goode  | Michael Søgaard Rikke Olsen       | Bambang Suprianto Zelin Resiana |
| Mixed        | Simon Archer Joanne Goode  | Michael Søgaard Rikke Olsen       | Tri Kusharyanto Minarti Timur   |

## Finalresultate
| Disziplin    | Sieger                     | Finalist                          | Ergebnis           |
| ------------ | -------------------------- | --------------------------------- | ------------------ |
| Herreneinzel | Taufik Hidayat             | Ong Ewe Hock                      | 15–5, 15–13        |
| Dameneinzel  | Camilla Martin             | Wang Chen                         | 14–17, 15–6, 15–8  |
| Herrendoppel | Candra Wijaya Tony Gunawan | Flandy Limpele Eng Hian           | 14–17, 15–6, 15–8  |
| Damendoppel  | Joanne Goode Donna Kellogg | Nicole van Hooren Lotte Jonathans | 7–15, 15–12, 15–10 |
| Mixed        | Simon Archer Joanne Goode  | Michael Søgaard Rikke Olsen       | 15–13, 11–15, 15–4 |

## Herreneinzel

### Qualifikation
- Mihail Popov –  Cally Chung: 15-5 / 15-11
- Yohannes Hogianto –  Dennis von Dahn: 15-8 / 15-13
- Sidoro Aditya –  Cristiano Bevilacqua: 15-4 / 15-1
- Cholis Nurdianto –  Kristoffer Rahr: 15-4 / 15-17 / 17-14
- Takaaki Hayashi –  Dicky Susilo: 15-7 / 15-12
- Agung Kuncoro –  Svetoslav Stoyanov: 15-2 / 15-10
- Wiempie Mahardi –  Giovanni Traina: 15-1 / 15-3
- Marc Zwiebler –  Pradana Andika: 15-4 / 17-14
- Yudiana –  Suherlan: 10-15 / 15-9 / 15-12
- Yohannes Hogianto –  Leonard Holvy de Pauw: 6-15 / 15-13 / 15-2
- Mawardi Andi –  Angky Saputra: 15-6 / 15-7
- Sidoro Aditya –  Bernadus Ronald: 15-8 / 15-1
- Dwi Satiri Hasmar –  Agus Setiawan: 15-13 / 6-15 / 15-9
- Haryawan –  Ricky Gunawan: 15-4 / 15-3
- Cholis Nurdianto –  Hartono Andi: 15-8 / 15-9
- Catur Widayat –  Toto Sunarto: 17-14 / 15-10
- Takaaki Hayashi –  Irma Setiawan: 8-15 / 15-2 / 15-5
- Hendra Setiawan –  Stenny Kusuma: 15-9 / 15-7
- Agung Kuncoro –  Joachim Persson: 15-12 / 15-8
- Edy Susanto –  Joko Riyadi: 17-15 / 15-8

### Hauptrunde
- Peter Gade –  Rony Agustinus: 15-9 / 15-10
- Kevin Han –  Takaaki Hayashi: 9-15 / 15-4 / 15-4
- Roslin Hashim –  Tadashi Ohtsuka: 15-10 / 15-1
- Ng Wei –  Rudy Ignatius: 15-10 / 11-15 / 17-15
- Richard Vaughan –  Petr Martinec: 15-4 / 15-6
- Park Tae-sang –  Yohannes Hogianto: 15-5 / 15-5
- Daniel Eriksson –  Pei Wee Chung: 15-5 / 15-6
- Taufik Hidayat –  Ismail Saman: 15-6 / 15-13
- Vidre Wibowo –  Mihail Popov: 15-17 / 15-13 / 15-4
- Keita Masuda –  Jimmy Pohan: 15-8 / 15-10
- Tjitte Weistra –  Nabil Lasmari: 15-7 / 16-17 / 15-2
- Thomas Johansson –  Sun Jun: 15-12 / 12-15 / 15-8
- Agus Hariyanto –  Jeffer Rosobin: 9-15 / 15-6 / 15-4
- Agung Kuncoro –  Peter Knowles: 7-15 / 15-12 / 15-11
- Arif Rasidi –  Edy Susanto: 15-3 / 15-1
- Shinya Ohtsuka –  Irwansyah: 12-15 / 15-7 / 15-13
- Rasmus Wengberg –  Jochen Cassel: 15-2 / 15-5
- Sidoro Aditya –  Cholis Nurdianto: 17-15 / 15-11
- Yohan Hadikusumo Wiratama –  Kenneth Jonassen: 15-4 / 16-17 / 15-12
- Yap Yong Jyen –  Nunung Subandoro: 15-9 / 15-5
- Dicky Palyama –  Bertrand Gallet: 15-7 / 15-5
- Salim –  Tam Kai Chuen: 15-10 / 15-9
- Marleve Mainaky –  Per-Henrik Croona: 15-4 / 15-8
- Ramesh Nathan –  Hidetaka Yamada: 7-15 / 15-8 / 15-3
- Lee Hyun-il –  Andi Wirya: 15-10 / 15-5
- Ronald Susilo –  Jan Junker: 15-3 / 15-3
- Budi Santoso –  Chen Hong: 8-15 / 15-9 / 17-16
- Haryawan –  Conrad Hückstädt: 15-2 / 15-3
- Ong Ewe Hock –  Yudi Suprayogi: 15-9 / 15-11
- Jean-Michel Lefort –  Frederik du Hane: 17-14 / 15-5
- Hendrawan –  Eric Pang: 15-8 / 15-3
- Peter Gade –  Kevin Han: 15-12 / 15-2
- Roslin Hashim –  Ng Wei: 15-4 / 15-3
- Park Tae-sang –  Richard Vaughan: 15-6 / 15-4
- Daniel Eriksson –  Jens Roch: 15-1 / 15-6
- Taufik Hidayat –  Vidre Wibowo: 15-10 / 15-6
- Keita Masuda –  Tjitte Weistra: 15-11 / 15-12
- Agus Hariyanto –  Thomas Johansson: 15-4 / 15-7
- Arif Rasidi –  Agung Kuncoro: 15-7 / 15-2
- Shinya Ohtsuka –  Rasmus Wengberg: 15-12 / 15-5
- Yohan Hadikusumo Wiratama –  Sidoro Aditya: 15-11 / 15-6
- Yap Yong Jyen –  Dicky Palyama: 12-15 / 17-15 / 15-13
- Marleve Mainaky –  Salim: 15-12 / 15-9
- Lee Hyun-il –  Ramesh Nathan: 15-4 / 15-10
- Ronald Susilo –  Budi Santoso: 15-13 / 15-11
- Ong Ewe Hock –  Haryawan: 15-5 / 15-10
- Hendrawan –  Jean-Michel Lefort: 15-4 / 15-1
- Roslin Hashim –  Peter Gade: 9-15 / 15-3 / 15-7
- Park Tae-sang –  Daniel Eriksson: 15-11 / 15-10
- Taufik Hidayat –  Keita Masuda: 15-10 / 15-10
- Agus Hariyanto –  Arif Rasidi: 15-4 / 15-2
- Yohan Hadikusumo Wiratama –  Shinya Ohtsuka: 14-17 / 15-5 / 15-5
- Yap Yong Jyen –  Marleve Mainaky: 17-16 / 15-8
- Lee Hyun-il –  Ronald Susilo: 15-7 / 15-4
- Ong Ewe Hock –  Hendrawan: 15-9 / 15-9
- Roslin Hashim –  Park Tae-sang: 15-11 / 15-8
- Taufik Hidayat –  Agus Hariyanto: 12-15 / 15-3 / 15-11
- Yohan Hadikusumo Wiratama –  Yap Yong Jyen: 15-8 / 13-15 / 15-8
- Ong Ewe Hock –  Lee Hyun-il: 15-4 / 7-15 / 15-9

### Endrunde
|  | Halbfinale | Halbfinale                | Halbfinale | Halbfinale | Halbfinale |  |  | Finale | Finale         | Finale | Finale | Finale |
|  |            |                           |            |            |            |  |  |        |                |        |        |        |
|  |            |                           |            |            |            |  |  |        |                |        |        |        |
|  |            | Roslin Hashim             | 11         | 5          |            |  |  |        |                |        |        |        |
|  |            | Taufik Hidayat            | 15         | 15         |            |  |  |        |                |        |        |        |
|  |            |                           |            |            |            |  |  |        | Taufik Hidayat | 15     | 15     |        |
|  |            |                           |            |            |            |  |  |        | Ong Ewe Hock   | 5      | 13     |        |
|  |            | Yohan Hadikusumo Wiratama | 9          | 4          |            |  |  |        |                |        |        |        |
|  |            | Ong Ewe Hock              | 15         | 15         |            |  |  |        |                |        |        |        |
|  |            |                           |            |            |            |  |  |        |                |        |        |        |

## Herrendoppel

### Qualifikation
- Sri Hartoko /  Puri Setyo –  Charles /  Andrew Pribadi: 16-17 / 15-4 / 15-3

### Hauptrunde
- Danang Gathot /  David Yedija Pohan –  Jimmy Pohan /  Aras Razak: 15-11 / 15-9
- Enroe /  Ronne Maykel Runtolalu –  Takaaki Hayashi /  Katsuya Nishiyama: 8-15 / 15-8 / 15-8
- Jochen Cassel /  Ingo Kindervater –  Manuel Dubrulle /  Vincent Laigle: 15-9 Ret.
- S. Antonius Budi Ariantho /  Denny Kantono –  Joko Riyadi /  Hendra Setiawan: 15-5 / 15-4
- Sri Hartoko / Puri Setyo –  Suherlan /  Ukikasah Yoga: 15-4 / 15-12
- Daniel Glaser /  Imanuel Hirschfeld –  Lee Hyun-il /  Park Tae-sang: 15-4 / 15-4
- Ade Lukas /  Santoso Sugiharjo –  Bertrand Gallet /  Jean-Michel Lefort: 15-5 / 15-8
- Michael Helber /  Björn Siegemund –  Alvent Yulianto /  Iwan Eko: 15-12 / 15-2
- Saputra Hadi /  Andreas Setiawan –  Aji Basuki /  Restu Basuki Prasetyo: 15-1 / 15-7
- Kim Yong-hyun /  Park Young-duk –  Robby Istanta /  Ahmad Yusuf: 15-6 / 15-13
- Devin Lahardi Fitriawan /  Didit Setiadi –  Jan Junker /  Joachim Persson: 15-8 / 15-13
- Muhammad Hafiz Hashim /  Muhammad Hafiz Hashim –  Arief H. R. Budiman /  Ferdy Rusman: 15-10 / 15-10
- Davis Efraim /  Karel Mainaky –  Liu Kwok Wa /  Albertus Susanto Njoto: 17-15 / 15-11
- Luluk Hadiyanto /  Imam Sodikin –  Jim Laugesen /  Michael Søgaard: w.o.
- Doni Prasetyo /  Denny Setiawan –  Nabil Lasmari /  Marc Zwiebler: w.o.
- Cristiano Bevilacqua /  Giovanni Traina –  Baya /  Iksan Ichsan: w.o.
- Tony Gunawan /  Candra Wijaya –  Dwi Satiri Hasmar /  Dicky Susilo: 15-0 / 15-0
- Danang Gathot /  David Yedija Pohan –  Enroe /  Ronne Maykel Runtolalu: 15-11 / 8-15 / 15-8
- Choong Tan Fook /  Lee Wan Wah –  Asjiking /  Setia Atmaja Pribadi: 15-1 / 15-3
- S. Antonius Budi Ariantho /  Denny Kantono –  Jochen Cassel /  Ingo Kindervater: 15-8 / 15-1
- Simon Archer /  Nathan Robertson –  Firmansyah /  Unang Rahmat: 15-4 / 15-10
- Luluk Hadiyanto /  Imam Sodikin –  Sri Hartoko /  Puri Setyo: 15-11 / 15-4
- Sigit Budiarto /  Halim Haryanto –  Mihail Popov /  Svetoslav Stoyanov: 15-4 / 15-1
- Doni Prasetyo /  Denny Setiawan –  Daniel Glaser /  Imanuel Hirschfeld: 15-6 / 15-3
- Ade Lukas /  Santoso Sugiharjo –  Michael Helber /  Björn Siegemund: 13-15 / 15-5 / 15-11
- Reony Mainaky /  Hermono Yuwono –  Dennis Lens /  Quinten van Dalm: 15-8 / 8-15 / 15-6
- Saputra Hadi /  Andreas Setiawan –  Cristiano Bevilacqua /  Giovanni Traina: 15-3 / 15-2
- Ricky Subagja /  Rexy Mainaky –  Shinya Ohtsuka /  Tadashi Ohtsuka: 15-2 / 15-4
- Kim Yong-hyun /  Park Young-duk –  Devin Lahardi Fitriawan /  Didit Setiadi: 15-8 / 15-1
- Eng Hian /  Flandy Limpele –  Peter Axelsson /  Pär-Gunnar Jönsson: 15-7 / 15-12
- Davis Efraim /  Karel Mainaky –  Muhammad Hafiz Hashim /  Muhammad Hafiz Hashim: 15-8 / 15-13
- Endra Mulyana Mulyajaya /  Nova Widianto –  Jens Eriksen /  Jesper Larsen: 15-3 / 8-15 / 15-4
- Tony Gunawan /  Candra Wijaya –  Danang Gathot /  David Yedija Pohan: 15-3 / 15-1
- Choong Tan Fook /  Lee Wan Wah –  S. Antonius Budi Ariantho /  Denny Kantono: 15-4 / 11-15 / 15-9
- Simon Archer /  Nathan Robertson –  Luluk Hadiyanto /  Imam Sodikin: 15-13 / 15-7
- Sigit Budiarto /  Halim Haryanto –  Doni Prasetyo /  Denny Setiawan: 15-3 / 15-13
- Reony Mainaky /  Hermono Yuwono –  Ade Lukas /  Santoso Sugiharjo: 17-14 / 10-15 / 15-7
- Ricky Subagja /  Rexy Mainaky –  Saputra Hadi /  Andreas Setiawan: 15-9 / 15-11
- Eng Hian /  Flandy Limpele –  Kim Yong-hyun /  Park Young-duk: 15-13 / 15-17 / 15-7
- Endra Mulyana Mulyajaya /  Nova Widianto –  Davis Efraim /  Karel Mainaky: 15-8 / 15-12
- Tony Gunawan /  Candra Wijaya –  Choong Tan Fook /  Lee Wan Wah: 17-14 / 15-11
- Sigit Budiarto /  Halim Haryanto –  Simon Archer /  Nathan Robertson: 15-14 / 5-15 / 15-9
- Ricky Subagja /  Rexy Mainaky –  Reony Mainaky /  Hermono Yuwono: 15-11 / 15-10
- Eng Hian /  Flandy Limpele –  Endra Mulyana Mulyajaya /  Nova Widianto: 15-11 / 15-5

### Endrunde
|  | Halbfinale | Halbfinale                    | Halbfinale | Halbfinale | Halbfinale |  |  | Finale | Finale                     | Finale | Finale | Finale |
|  |            |                               |            |            |            |  |  |        |                            |        |        |        |
|  |            |                               |            |            |            |  |  |        |                            |        |        |        |
|  |            | Tony Gunawan Candra Wijaya    | 15         | 15         |            |  |  |        |                            |        |        |        |
|  |            | Sigit Budiarto Halim Haryanto | 7          | 11         |            |  |  |        |                            |        |        |        |
|  |            |                               |            |            |            |  |  |        | Tony Gunawan Candra Wijaya | 14     | 15     | 15     |
|  |            |                               |            |            |            |  |  |        | Flandy Limpele Eng Hian    | 17     | 8      | 8      |
|  |            | Ricky Subagja Rexy Mainaky    | 6          | 9          |            |  |  |        |                            |        |        |        |
|  |            | Flandy Limpele Eng Hian       | 15         | 15         |            |  |  |        |                            |        |        |        |
|  |            |                               |            |            |            |  |  |        |                            |        |        |        |

## Dameneinzel

### Hauptrunde
- Ling Wan Ting –  Nining Kustiyaningsih: 11-7 / 11-2
- Hanny Setiani –  Sara Persson: 11-5 / 3-11 / 11-4
- Yuli Marfuah –  Lonneke Janssen: 12-13 / 11-5 / 11-8
- Zeng Yaqiong –  Dwi Retnowati: 11-2 / 11-0
- Louisa Koon Wai Chee –  Elly Setya: 11-2 / 11-8
- Margit Borg –  Priyanti Cahyaning: 11-2 / 11-7
- Lidya Djaelawijaya –  Juliane Schenk: 11-0 / 11-2
- Chan Mei Mei –  Weny Rasidi: 11-6 / 11-2
- Ninik Masrikah –  Kyoko Komuro: 11-2 / 4-11 / 11-9
- Judith Meulendijks –  Nita: 11-0 / 11-1
- Ellen Angelina –  Johanna Persson: 11-6 / 11-1
- Sandra Dimbour –  Anastasia Emaya: 11-5 / 9-11 / 11-8
- Julia Mann –  Cindana Hartono: 11-1 / 11-7
- Wang Chen –  Yeni Diah: 11-0 / 11-3
- Elin Bergblom –  Meiluawati: w.o.
- Marissa Ip –  Han Jingna: w.o.
- Mona Santoso –  Nicole Grether: w.o.
- Camilla Martin –  Atu Rosalina: 11-0 / 11-4
- Ling Wan Ting –  Elin Bergblom: 11-0 / 11-3
- Kanako Yonekura –  Siti Mahiroh: 11-0 / 11-2
- Yuli Marfuah –  Hanny Setiani: 11-3 / 11-8
- Mia Audina –  Budiani: 11-1 / 11-1
- Zeng Yaqiong –  Louisa Koon Wai Chee: 11-5 / 7-11 / 11-4
- Takako Ida –  Richa Sari Pawestri: 11-0 / 11-1
- Lidya Djaelawijaya –  Margit Borg: 11-2 / 2-11 / 11-8
- Chan Mei Mei –  Marissa Ip: 11-8 / 11-2
- Kelly Morgan –  Ninik Masrikah: 11-5 / 5-11 / 11-8
- Judith Meulendijks –  Ellen Angelina: 11-5 / 11-9
- Mette Sørensen –  Evi Kumalasari: 11-1 / 11-2
- Julia Mann –  Sandra Dimbour: 11-8 / 11-1
- Marina Andrievskaia –  Siska Yunita: 11-2 / 11-4
- Wang Chen –  Mona Santoso: 11-3 / 11-4
- Yasuko Mizui –  Lina: 11-4 / 11-4
- Camilla Martin –  Ling Wan Ting: 11-5 / 11-3
- Kanako Yonekura –  Yuli Marfuah: 11-3 / 7-11 / 11-7
- Mia Audina –  Zeng Yaqiong: 11-1 / 11-4
- Lidya Djaelawijaya –  Takako Ida: 11-6 / 11-8
- Kelly Morgan –  Chan Mei Mei: 11-0 / 11-3
- Judith Meulendijks –  Mette Sørensen: 9-11 / 13-10 / 11-2
- Marina Andrievskaia –  Julia Mann: 11-6 / 11-6
- Wang Chen –  Yasuko Mizui: 11-5 / 11-1
- Camilla Martin –  Kanako Yonekura: 11-4 / 7-11 / 11-5
- Lidya Djaelawijaya –  Mia Audina: 8-11 / 11-9 / 11-0
- Kelly Morgan –  Judith Meulendijks: 11-4 / 11-1
- Wang Chen –  Marina Andrievskaia: 11-8 / 11-4

### Endrunde
|  | Halbfinale | Halbfinale         | Halbfinale | Halbfinale | Halbfinale |  |  | Finale | Finale         | Finale | Finale | Finale |
|  |            |                    |            |            |            |  |  |        |                |        |        |        |
|  |            |                    |            |            |            |  |  |        |                |        |        |        |
|  |            | Camilla Martin     | 11         | 11         |            |  |  |        |                |        |        |        |
|  |            | Lidya Djaelawijaya | 7          | 2          |            |  |  |        |                |        |        |        |
|  |            |                    |            |            |            |  |  |        | Camilla Martin | 11     | 11     |        |
|  |            |                    |            |            |            |  |  |        | Wang Chen      | 9      | 4      |        |
|  |            | Kelly Morgan       | 0          | 4          |            |  |  |        |                |        |        |        |
|  |            | Wang Chen          | 11         | 11         |            |  |  |        |                |        |        |        |
|  |            |                    |            |            |            |  |  |        |                |        |        |        |

## Damendoppel

### Qualifikation
- Ninna Ernita /  Tetty Yunita –  Nining Kustiyaningsih /  Setyawati Williani: 15-2 / 15-1

### Hauptrunde
- Helene Kirkegaard /  Rikke Olsen –  Lelyana Deasy Chandra /  Henny: 15-1 / 15-0
- Satomi Igawa /  Hiroko Nagamine –  Upi Chrisnawati /  Deyana Lomban: 15-4 / 12-15 / 15-5
- Ninna Ernita /  Tetty Yunita –  Ninik Masrikah /  Atu Rosalina: 15-13 / 15-11
- Lotte Jonathans /  Nicole van Hooren –  Ellen Angelina /  Yuli Marfuah: 15-2 / 15-7
- Pernille Harder /  Majken Vange –  Angeline de Pauw /  Eny Widiowati: 15-12 / 15-9
- Diah Novita /  Rosie Riani –  Joanne Davies /  Sarah Hardaker: 10-15 / 15-13 / 15-7
- Carina Mette /  Juliane Schenk –  Luh Putu Ariani /  Biniawati: 15-7 / 15-11
- Indarti Issolina /  Vita Marissa –  Halim Nancy Meisysca /  Meiliana Jauhari: 15-3 / 15-1
- Ling Wan Ting /  Wang Chen –  Lelyana Deasy Chandra /  Natalia Puluan: 15-3 / 15-4
- Eti Tantra /  Cynthia Tuwankotta –  Erla /  Ervian: 15-1 / 15-3
- Yoshiko Iwata /  Haruko Matsuda –  Lidya Djaelawijaya /  Cindana Hartono: 15-5 / 15-7
- Zelin Resiana /  Minarti Timur –  Ann-Lou Jørgensen /  Mette Schjoldager: 15-9 / 15-1
- Eny Erlangga /  Mona Santoso –  Johanna Persson /  Sara Persson: 15-6 / 15-11
- Joanne Goode /  Donna Kellogg –  Dewi Puspa /  Dwi Retnowati: 15-5 / 15-12
- Carmelita /  Emma Ermawati –  Han Jingna /  Zeng Yaqiong: w.o.
- Endang Nursugianti /  Jo Novita –  Nicole Grether /  Karen Neumann: w.o.
- Carmelita /  Emma Ermawati –  Helene Kirkegaard /  Rikke Olsen: 9-15 / 17-16 / 15-13
- Ninna Ernita /  Tetty Yunita –  Satomi Igawa /  Hiroko Nagamine: 15-9 / 15-7
- Lotte Jonathans /  Nicole van Hooren –  Pernille Harder /  Majken Vange: 15-4 / 15-5
- Diah Novita /  Rosie Riani –  Carina Mette /  Juliane Schenk: 15-6 / 15-7
- Indarti Issolina /  Vita Marissa –  Endang Nursugianti /  Jo Novita: 15-2 / 15-13
- Eti Tantra /  Cynthia Tuwankotta –  Ling Wan Ting /  Wang Chen: 15-8 / 15-12
- Zelin Resiana /  Minarti Timur –  Yoshiko Iwata /  Haruko Matsuda: 12-15 / 15-5 / 15-8
- Joanne Goode /  Donna Kellogg –  Eny Erlangga /  Mona Santoso: 15-5 / 15-2
- Carmelita /  Emma Ermawati –  Ninna Ernita /  Tetty Yunita: 15-6 / 15-6
- Lotte Jonathans /  Nicole van Hooren –  Diah Novita /  Rosie Riani: 15-4 / 15-7
- Eti Tantra /  Cynthia Tuwankotta –  Indarti Issolina /  Vita Marissa: 15-5 / 15-6
- Joanne Goode /  Donna Kellogg –  Zelin Resiana /  Minarti Timur: 15-5 / 1-0 Ret.

### Endrunde
|  | Halbfinale | Halbfinale                        | Halbfinale | Halbfinale | Halbfinale |  |  | Finale | Finale                            | Finale | Finale | Finale |
|  |            |                                   |            |            |            |  |  |        |                                   |        |        |        |
|  |            |                                   |            |            |            |  |  |        |                                   |        |        |        |
|  |            | Eliza Nathanael Deyana Lomban     | 13         | 11         |            |  |  |        |                                   |        |        |        |
|  |            | Nicole van Hooren Lotte Jonathans | 15         | 15         |            |  |  |        |                                   |        |        |        |
|  |            |                                   |            |            |            |  |  |        | Nicole van Hooren Lotte Jonathans | 15     | 12     | 10     |
|  |            |                                   |            |            |            |  |  |        | Joanne Goode Donna Kellogg        | 7      | 15     | 15     |
|  |            | Eti Tantra Cynthia Tuwankotta     | 4          | 11         |            |  |  |        |                                   |        |        |        |
|  |            | Joanne Goode Donna Kellogg        | 15         | 15         |            |  |  |        |                                   |        |        |        |
|  |            |                                   |            |            |            |  |  |        |                                   |        |        |        |

## Mixed

### Hauptrunde
- Michael Søgaard /  Rikke Olsen –  Sigit Budiarto /  Vita Marissa: 15-9 / 15-7
- Wahyu Agung /  Emma Ermawati –  Cristiano Bevilacqua /  Federica Panini: 15-2 / 15-2
- Chris Hunt /  Donna Kellogg –  Denny Setiawan /  Rosie Riani: 15-7 / 15-6
- Rizal Fadillah /  Diah Novita –  Marc Zwiebler /  Carina Mette: 15-4 / 15-7
- Chris Bruil /  Erica van den Heuvel –  Endra Mulyana Mulyajaya /  Eny Erlangga: 5-15 / 15-7 / 15-4
- Santoso Sugiharjo /  Eny Widiowati –  Iksan Ichsan /  Lelyana Deasy Chandra: 15-8 / 15-12
- Bambang Suprianto /  Zelin Resiana –  Ingo Kindervater /  Juliane Schenk: 15-4 / 15-8
- Tam Kai Chuen /  Louisa Koon Wai Chee –  Ronne Maykel Runtolalu /  Jo Novita: 12-15 / 15-6 / 15-10
- Halim Haryanto /  Indarti Issolina –  Jesper Larsen /  Pernille Harder: 15-11 / 15-4
- Imam Sodikin /  Rita Kristiane –  Fredrik Bergström /  Jenny Karlsson: 15-11 / 9-15 / 15-12
- Danang Gathot /  Andriyani Nurul –  Asjiking /  Irene: 15-6 / 15-8
- Nova Widianto /  Upi Chrisnawati –  Albertus Susanto Njoto /  Chan Mei Mei: 15-13 / 15-5
- Simon Archer /  Joanne Goode –  Iwan Eko /  Biniawati: 15-3 / 15-6
- Imam Tohari /  Carmelita –  Sri Hartoko /  Adelita Firbaya: 15-11 / 15-9
- Jens Eriksen /  Mette Schjoldager –  Arief H. R. Budiman /  Tetty Yunita: 15-2 / 15-3
- Tri Kusharyanto /  Minarti Timur –  Björn Siegemund /  Karen Neumann: w.o.
- Michael Søgaard /  Rikke Olsen –  Wahyu Agung /  Emma Ermawati: 15-7 / 15-5
- Chris Hunt /  Donna Kellogg –  Rizal Fadillah /  Diah Novita: 15-2 / 15-6
- Chris Bruil /  Erica van den Heuvel –  Santoso Sugiharjo /  Eny Widiowati: 15-3 / 15-2
- Bambang Suprianto /  Zelin Resiana –  Tam Kai Chuen /  Louisa Koon Wai Chee: 15-8 / 15-3
- Halim Haryanto /  Indarti Issolina –  Imam Sodikin /  Rita Kristiane: 15-7 / 15-4
- Tri Kusharyanto /  Minarti Timur –  Danang Gathot /  Andriyani Nurul: 15-3 / 15-3
- Simon Archer /  Joanne Goode –  Nova Widianto /  Upi Chrisnawati: 15-4 / 15-2
- Jens Eriksen /  Mette Schjoldager –  Imam Tohari /  Carmelita: 15-13 / 15-2
- Michael Søgaard /  Rikke Olsen –  Chris Hunt /  Donna Kellogg: 15-5 / 17-14
- Bambang Suprianto /  Zelin Resiana –  Chris Bruil /  Erica van den Heuvel: 15-12 / 15-10
- Tri Kusharyanto /  Minarti Timur –  Halim Haryanto /  Indarti Issolina: 15-4 / 15-7
- Simon Archer /  Joanne Goode –  Jens Eriksen /  Mette Schjoldager: 8-15 / 15-5 / 15-2

### Endrunde
|  | Halbfinale | Halbfinale                      | Halbfinale | Halbfinale | Halbfinale |  |  | Finale | Finale                      | Finale | Finale | Finale |
|  |            |                                 |            |            |            |  |  |        |                             |        |        |        |
|  |            |                                 |            |            |            |  |  |        |                             |        |        |        |
|  |            | Michael Søgaard Rikke Olsen     | 15         | 15         |            |  |  |        |                             |        |        |        |
|  |            | Bambang Suprianto Zelin Resiana | 7          | 13         |            |  |  |        |                             |        |        |        |
|  |            |                                 |            |            |            |  |  |        | Michael Søgaard Rikke Olsen | 13     | 15     | 4      |
|  |            |                                 |            |            |            |  |  |        | Simon Archer Joanne Goode   | 15     | 11     | 15     |
|  |            | Tri Kusharyanto Minarti Timur   | 15         | 13         | 10         |  |  |        |                             |        |        |        |
|  |            | Simon Archer Joanne Goode       | 7          | 15         | 15         |  |  |        |                             |        |        |        |
|  |            |                                 |            |            |            |  |  |        |                             |        |        |        |